# Антоно-Ковач
Антоно-Ковач (укр. Антоно-Ковач) — село, относится к Великомихайловскому району Одесской области Украины.
Население по переписи 2001 года составляло 18 человек. Почтовый индекс — 67142. Телефонный код — 8-04859. Занимает площадь 0,42 км². Код КОАТУУ — 5121684602.

## Местный совет
67142, Одесская обл., Великомихайловский р-н, с. Славяносербка, ул. Молодёжная, 57